# デュゲイ・トルーアン (非防護巡洋艦)
| 右舷から撮られたデュゲイ・トルーアン |                                                                                              |
| 艦歴                                 |                                                                                              |
| 発注                                 | シェルブール造船所                                                                           |
| 起工                                 |                                                                                              |
| 進水                                 |                                                                                              |
| 就役                                 | 1879年                                                                                       |
| 退役                                 |                                                                                              |
| その後                               | ハルクとして利用                                                                             |
| 除籍                                 | 1900年                                                                                       |
| 前級                                 | リゴー・ド・ジュヌイイー級                                                                   |
| 次級                                 | デュケーヌ                                                                                   |
| 性能諸元（竣工時）                   |                                                                                              |
| 排水量                               | 常備：3,479トン                                                                              |
| 全長                                 | -m 89.76m（水線長）                                                                          |
| 全幅                                 | 13.18m                                                                                       |
| 吃水                                 | 6.25m                                                                                        |
| 機関                                 | オーバル式石炭専焼円缶8基 +横置型1段膨張式レシプロ1基1軸推進                                 |
| 最大出力                             | 4,800hp                                                                                      |
| 最大速力                             | 15.5ノット（機関航行時）                                                                     |
| 航続距離                             | 10ノット/2,666海里                                                                           |
| 燃料                                 | 490トン（石炭）                                                                              |
| 乗員                                 | 322名                                                                                        |
| 兵装                                 | 1870年型 19 cm（18口径）単装砲5基 1870年型 14 cm（21口径）単装砲5基 オチキス 37mm 機関砲10基 |

デュゲイ・トルーアン (Duguay-Trouin) はフランス海軍が建造した機帆走巡洋艦で同型艦はない。設計はエイノード。フランス海軍の二等巡洋艦で初めて鋼製船体を採用した。

## 艦形と武装

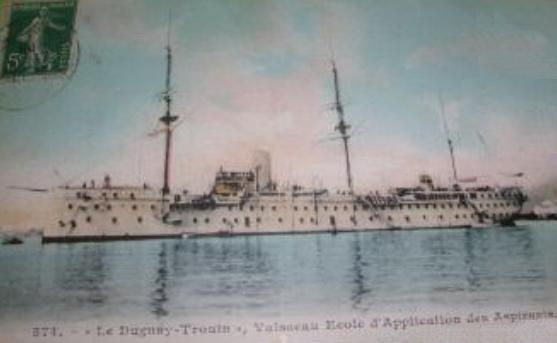
近代化改装後のデュゲイ・トルーアンを描いた絵葉書

本艦は一等巡洋艦「デュケーヌ」の縮小版として、海外派遣任務や通商破壊作戦に使えるよう建造された二等巡洋艦である。現場からの改善要求を盛り込み、一等巡洋艦並みの武装を搭載したため二等巡洋艦「サネ級」の常備排水量が2,000トン台であったのに比べ、本艦は常備排水量が3,500トン弱にまで大型化した。
船体の基本形状は艦首水面下に衝角をもつ船体に3本のマストと中央部に2本煙突を持つ当時の一般的な蒸気船の形態である。
本艦の外観の特徴として艦首船首楼の内部に艦首砲として19cm単装砲を1基を配置、舷側に片舷二箇所に張り出しを設け、そこにバーベット上に19cm単装砲を配置している。なお、5基の14cm単装砲は1基が艦尾に配置され、残りは舷側甲板上に片舷2基ずつで計5基が配置された。

## 機関
本艦に搭載された主機関は船体中央部に配置した石炭専焼円缶8基に横置型1段膨張式レシプロ機関1基1軸推進の構成で出力は4,800馬力で速力は15.5ノットを発揮した。

## 参考図書
「世界の艦船増刊第50集　フランス巡洋艦史」(海人社)